# Hunter (Tennessee)
Hunter – jednostka osadnicza w Stanach Zjednoczonych, w stanie Tennessee, w hrabstwie Carter.